# Fiskebrygga
58°8′27.420″N 7°59′45.128″Ø / 58.14095000°N 7.99586889°Ø
Fiskebrygga er et byområde i Kristiansand som ligger mellem Kvadraturen og Lagmannsholmen. Fiskemarkedet på Fiskebrygga er en af byens turistattraktioner, og her sælges alle sorter norsk fisk og skaldyr, også levende. Der er mange restauranter  på begge sider af Gravanekanalen som adskiller Kvadraturen fra Odderøya. Kirkens Bymisjon har sit Bryggekapell, kafé og cykelværkstedet «Pedalen» på Fiskebrygga. 
Efter en omfattende byggevirksomhed i 1990'erne har området fået en renæssance. Husene er bygget i gammel stil og ligner de gamle havneboder, malet i okkergult og rødt. Der er træbrygger på begge sider af Gravanekanalen, hvor flere broer over kanalen giver området et næsten venetiansk præg.
Ved indsejlingen til Gravanekanalen fra Vestre havn ligger Kilden teater- og koncerthus som åbnede i 2012. 